# Пригоди Шерлока Холмса і доктора Ватсона: Двадцяте століття починається
Пригоди Шерлока Холмса і доктора Ватсона: Двадцяте століття починається (рос. «Приключения Шерлока Холмса и доктора Ватсона: Двадцатый век начинается») — радянський художній фільм, п'ята частина телевізійного серіалу про Шерлока Холмса і доктора Джеймса Ватсона. Фільм вийшов у 1986 році та складається з двох серій, за мотивами творів Артура Конан-Дойля.

## Сюжет
Початок ХХ ст. 1914 рік. Напередодні Першої світової війни.
Шерлок Холмс став пасічником у Суссексі, доктор Ватсон одружився, місіс Хадсон робить все можливе, щоб 221-б, штаб-квартира Холмса, стала музеєм. Інспектор Лестрейд пішов на пенсію.
Одного разу до Ватсона звертається по допомогу молодик, на ім'я Віктор Хедерлі. Ватсона так зацікавила справа Хедерлі, що він вирішує відвідати Холмса, сподіваючись на допомогу друга. Шерлок вислуховує Ватсона та береться за цю справу.
Втім вони навіть не підозрювали наскільки масштабною та, в свою чергу, жахливою може виявитися ця пригода.

## У ролях

### У головних ролях
- Василій Ліванов — Шерлок Холмс
- Віталій Соломін — доктор Ватсон
- Ріна Зелена — місіс Хадсон
- Борислав Брондуков — інспектор Лестрейд (озвучив Ігор Єфимов)

### 1-а серія
- Борис Клюєв — Майкрофт Холмс
- Інокентій Смоктуновський — лорд Томас Белінджер, прем'єр-міністр Англії
- Олександр Романцов — сер Трелоні Хоуп
- Олена Сафонова — леді Хільда Трелоні Хоуп, жінка Хоупа
- Віктор Корецький — інженер Віктор Хедерлі
- Євгеній Платохін — Едуардо Лукаш, агент Німеччини
- Лариса Гузєєва — Анрі Фурне
- Ігор Єфимов — Фергюсон
- Катерина Зінченко — місіс Ватсон
- Михайло Морозов — Сміт
- Костянтин Воробйов — інспектор Піткін
- Володимир Калиш — людина на станції
- Аркадій Коваль — Макферсон
- Б. Величко — епізод
- О. Аксьонов — епізод

### 2-а серія
- Борис Клюєв — Майкрофт Холмс
- Катерина Зінченко — місіс Ватсон
- Леонід Куравльов — фон Борк, шпигун Німеччини
- Світлана Смірнова — Вайолет Уетсбері
- Маріс Лієпа — полковник Валентайн Волтер
- Володимир Татосов — барон фон Херлінг
- Михайло Морозов — Сміт
- Євгеній Іловайський — Сідней Джонсон
- О. Андрєєв — епізод

## Цікаві факти
- Нова Зеландія ввела в обіг серію срібних дводоларових монет, на аверсі яких зображені кадри з радянського телесеріалу.
- Віталій Соломін вважав цей фільм найгіршим у своїй акторській кар'єрі, а Василій Ліванов взагалі вважає за помилку, що знявся у фільмі «Двадцяте століття починається»[джерело?].